# Der große Atlantik
Der große Atlantik (im Original The Cruel Sea) ist ein britischer Kriegsfilm des Regisseurs Charles Frend aus dem Jahr 1952. Das Drehbuch basiert auf dem Roman „Grausamer Atlantik“ (engl. „The Cruel Sea“) von Nicholas Monsarrat. Die Erstaufführung in Deutschland fand am 6. November 1953 statt.

## Handlung
Lieutenant Commander George Ericson wird zu Beginn des Zweiten Weltkrieges von der Handels- zur Kriegsmarine versetzt. Er erhält das Kommando über die HMS Compass Rose, einer Korvette für das Geleit von Schiffskonvois. Ericson bemerkt, dass seine Offiziere zum großen Teil Neulinge ohne See-Erfahrung sind. Trotzdem wird die Compass Rose zu einer effektiven Kampfeinheit. Die jungen Offiziere bekommen bei ihren Geleitzügen über den Atlantik immer mehr Erfahrung mit den Wetterbedingungen. Die Besatzung ist oftmals damit beschäftigt, die Seeleute von sinkenden zivilen Handelsschiffen zu retten.
Nach drei Jahren dieses Eskortdienstes passiert es. Die Compass Rose wird torpediert, die Mannschaft muss das sinkende Schiff verlassen. Doch die meisten Besatzungsmitglieder verlieren ihr Leben. Ericson und sein erster Offizier Lockhart überleben. Ericson erhält ein neues Kommando, die HMS Saltash Castle. Zusammen mit Lockhart nehmen sie wieder die eintönige Routine des Geleitschutzes auf.
Zu Kriegsende hin kann die Besatzung der Saltash Castle ein deutsches U-Boot versenken. Als der Krieg zu Ende ist, kehrt das Schiff zurück in den Heimathafen. Dabei werden mehrere deutsche U-Boote in die Gefangenschaft geleitet. Ericson, der wie die übrige Mannschaft erschöpft ist, bezeichnet als den einzigen Gewinner des Krieges das grausame Meer (the cruel sea).

## Kritiken
„Der Film bemüht sich, den Seekrieg des abenteuerlichen Glanzes zu entkleiden. Er macht ihn als eine monotone Mischung aus Angst und Disziplin sichtbar. Trotz äußerer Sensationslosigkeit fesselnd, überzeugt er durch Sachlichkeit und vornehme Gesinnung.“

„Die raue Verfilmung eines Romans von Nicholas Monsarrat fesselt u. a. durch ihre dokumentarisch anmutenden Bilder. Fazit: Seekriegsaction mit erstaunlichem Tiefgang.“

## Auszeichnungen
Oscarverleihung 1954
- Nominierung in der Kategorie
  - Bestes adaptiertes Drehbuch – Eric Ambler

British Film Academy Award 1954
- Nominierung in den Kategorien
  - Bester Film
  - Bester britischer Film
  - Bester britischer Darsteller (Jack Hawkins)

Das British Film Institute wählte Der große Atlantik im Jahr 1999 auf Platz 75 der besten britischen Filme aller Zeiten.

## Hintergrund
In diesem Film gab Alec McCowen sein Filmdebüt. Gleichzeitig war Donald Sinden hier in seiner ersten großen Sprechrolle zu sehen. Auch Denholm Elliott war noch relativ neu, er spielte das sechste Mal in einem Kinofilm mit, Virginia McKenna erst das dritte Mal.
Eric Ambler, selber ein erfolgreicher Schriftsteller, schrieb für insgesamt 19 Filme das Drehbuch.
Militärische Berater des Films waren Commander R. S. Abram und Captain J. E. Broome, beide von der Royal Navy.

## DVD-Veröffentlichungen
- British War Collection – Release: 22. März 2005 – ABN: B00076YPBM
- The Cruel Sea – Release: 17. Oktober 2006 – ABN: B000H1RFQ4